# وزارة المالية (ماليزيا)
وزارة المالية (بالملايوية: Kementerian Kewangan)‏، هي وزارة تابعة للحكومة الماليزية مكلفة بمسؤولية الإنفاق الحكومي وزيادة الإيرادات في البلاد. يتمثل دور الوزارة في تطوير السياسة الاقتصادية وإعداد الميزانية الفيدرالية الماليزية. تشرف وزارة المالية أيضًا على التشريعات واللوائح المالية. في شهر أكتوبر من كل عام، يقدم وزير المالية الميزانية الفيدرالية الماليزية إلى البرلمان.
وزير المالية الحالي هو نفسه رئيس وزراء ماليزيا، أنور إبراهيم.
يقع مقر الوزارة الرئيسي في مجمع وزارة المالية، العاصمة الإداريَّة الجديدة بوتراجاي.

## روابط خارجية
- وزارة المالية
- وزارة المالية  على فيسبوك.